# قناة مدرستنا 3
قناة مدرستنا 3 هي قناة تعليمية مصرية أطلقتها وزارة التربية والتعليم والتعليم الفني المصرية في إطار التعلم عن بعد في ظل أزمة كورونا وتختص بالتعليم الثانوي إلى جانب قناة مدرستنا 1 وقناة مدرستنا 2.

## انظر أيضّاً
- مدرستنا 1
- مدرستنا 2
- قناة مصر التعليمية
- التعليم في مصر